# Gala (azienda)
Gala è stata un'azienda orologiera svizzera.

## Storia
Il marchio Gala è stato registrato a Cormoret da L. & W. Favre, il 14/04/1899.

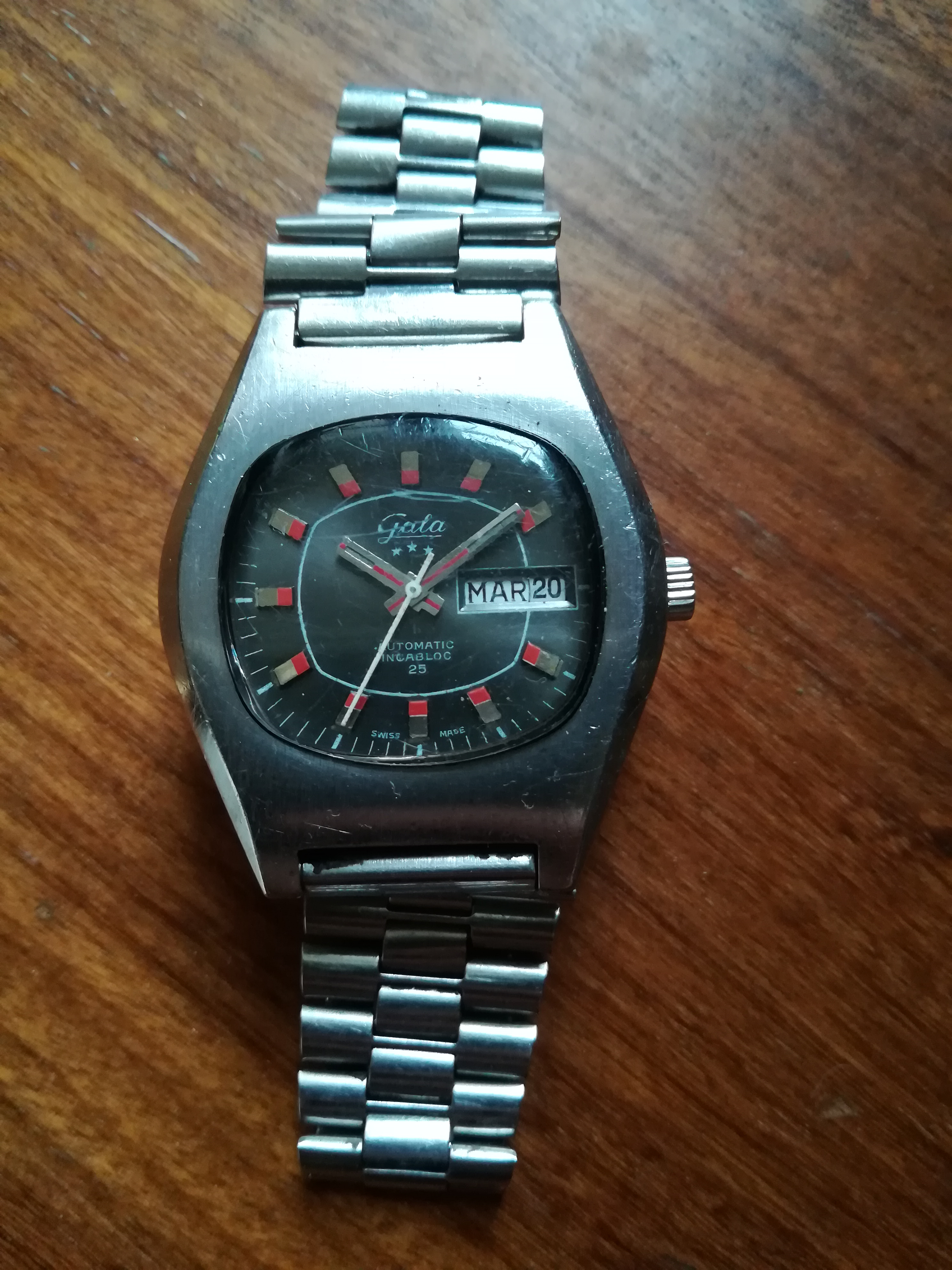
Gala automatico, primi anni '70

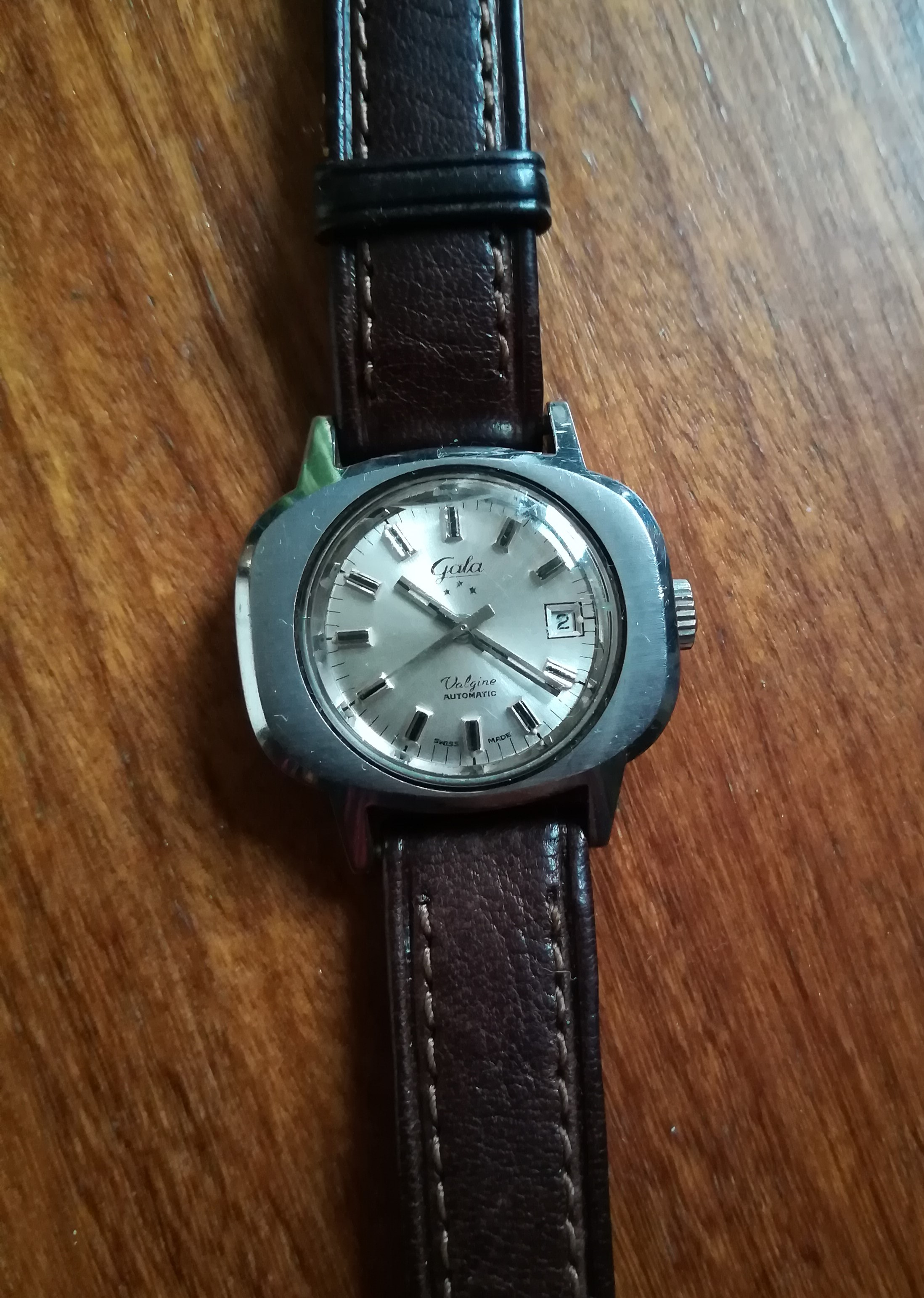
Gala "TV dial" da donna con movimento automatico e marchio Valgine sul quadrante, metà anni '70

Gala è stato poi registrato dai fratelli Favre, il 28/09/1918. Vari membri della famiglia Favre erano sposati con membri della famiglia Liengme, e nel 1938 il marchio Gala venne inglobato nella Liengme & Co. SA. Fu così che Gala venne registrato nuovamente a Cormoret, in Svizzera, il 29/09/1938 da Liengme.
Per un certo periodo, gli orologi della Maison hanno montato movimenti realizzati in house da Liengme, almeno tra gli anni ’40 e ’50: è il caso, ad esempio, del movimento per orologi da polso Liengme 23/2343, del Liengme 2646 o di alcuni movimenti per orologi da tasca da 19".
Gala è stato ceduto alla Valgine, tant'è che si trova una registrazione a nome di Les Fils de Ali Guenat/Montres Valgine, a Les Breleux, in data 27/05/1975. Ecco perché è possibile trovare orologi marchiati col doppio logo Gala Valgine sul quadrante.

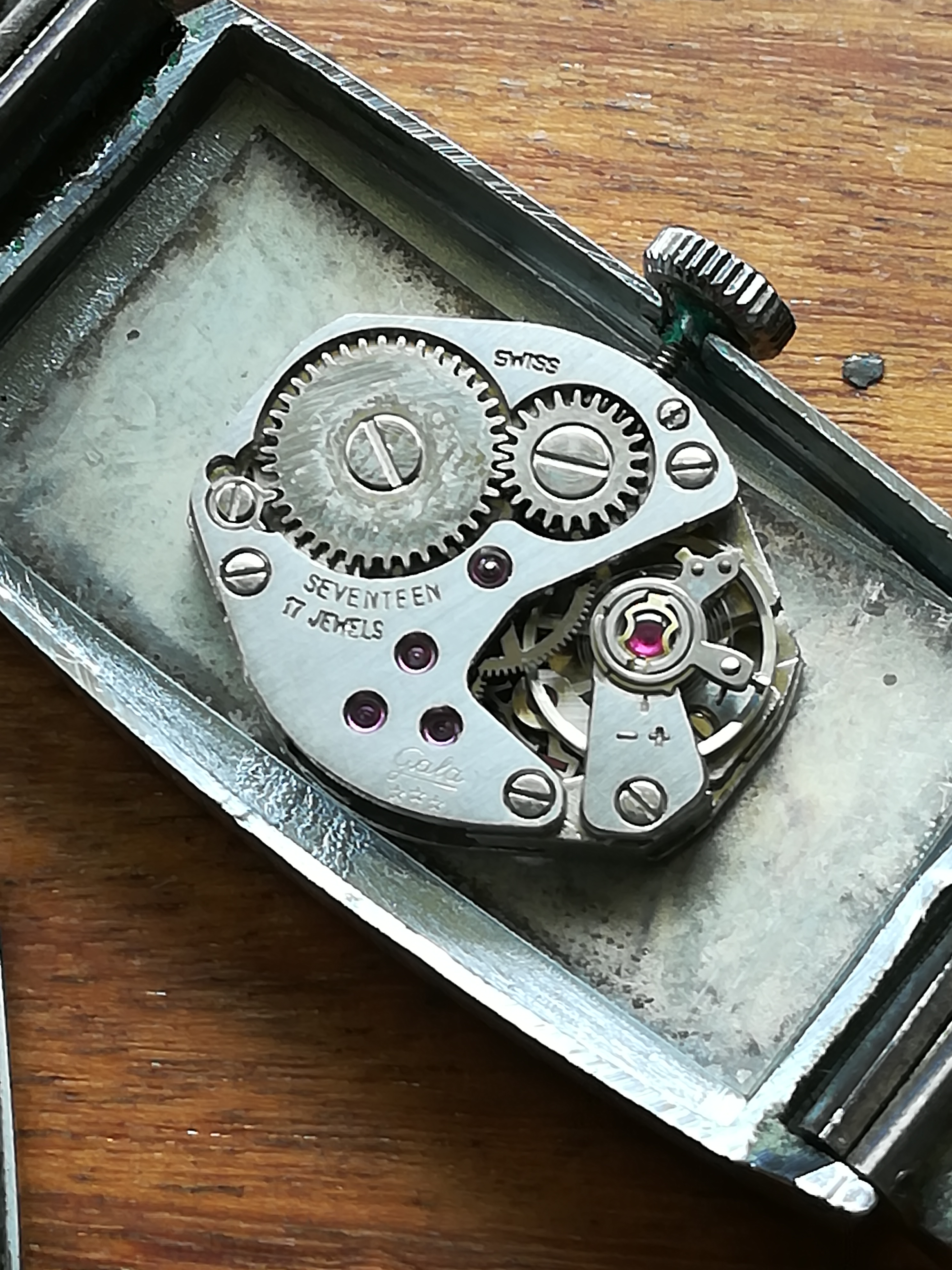
Calibro FHF 69 personalizzato Gala, metà anni '60

Negli anni Settanta i meccanismi utilizzati erano esclusivamente di fornitura, per lo più ETA (se automatici, come il 2789 o il 2551) o FHF (a carica manuale), molte delle volte personalizzati.
Il marchio ha proseguito la produzione di orologi da polso per uomo e donna anche negli anni Ottanta e Novanta, adottando anche meccanismi al quarzo.
L'attività è cessata tra gli anni Novanta e Duemila.